# Liuba M. Zaldívar
Liuba M. Zaldívar (ur. 5 kwietnia 1993) – kubańska lekkoatletka specjalizująca się w trójskoku, od 2019 roku reprezentantka Ekwadoru.

## Kariera sportowa
W 2012 została najpierw mistrzem Ameryki Środkowej i Karaibów juniorów, a kilka tygodni później sięgnęła w Barcelonie po brązowy medal mistrzostw świata juniorów. 
Rekord życiowy: 14,51 (10 lipca 2016, Medellín). Jest również aktualną rekordzistką Ekwadoru w tej konkurencji (14,05 z 2019).

## Osiągnięcia
| Rok  | Impreza                                           | Miejsce      | Pozycja           | Wynik |
| ---- | ------------------------------------------------- | ------------ | ----------------- | ----- |
| 2012 | Mistrzostwa Ameryki Środkowej i Karaibów juniorów | San Salvador | 1. miejsce        | 13,78 |
| 2012 | Mistrzostwa świata juniorów                       | Barcelona    | 3. miejsce        | 13,90 |
| 2019 | Mistrzostwa Ameryki Południowej                   | Lima         | 2. miejsce        | 13,45 |
| 2019 | Igrzyska panamerykańskie                          | Lima         | 6. miejsce        | 13,78 |
| 2019 | Mistrzostwa świata                                | Doha         | el. – 24. miejsce | 13,56 |
| 2021 | Mistrzostwa Ameryki Południowej                   | Guayaquil    | 2. miejsce        | 13,58 |
| 2022 | Halowe mistrzostwa Ameryki Południowej            | Cochabamba   | 2. miejsce        | 13,66 |
| 2022 | Mistrzostwa ibero-amerykańskie                    | La Nucia     | 6. miejsce        | 13,37 |
| 2022 | Igrzyska Ameryki Południowej                      | Asunción     | 2. miejsce        | 13,49 |
| 2023 | Mistrzostwa Ameryki Południowej                   | São Paulo    | 5. miejsce        | 13,33 |